# 歩兵第163連隊
歩兵第163連隊（ほへいだい163れんたい、歩兵第百六十三聯隊）は、大日本帝国陸軍の連隊のひとつ。

## 沿革
- 1938年（昭和13年）

6月16日 - 動員下令。
6月23日 - 編成完結、第110師団隷下となる。同日、軍旗拝受。
6月29日 - 松江市古志原の歩兵第63連隊補充隊営庭において軍旗奉戴式を行う。
7月12日 - 河北省保定に到着。以後、終戦まで主に京漢線付近の各作戦に参加する。
- 1944年（昭和19年）

4月 - 京漢作戦に参加。5月の洛陽攻略では、洛陽城一番乗りを果たした第1大隊（配属部隊含む）に対し第12軍司令官より感状授与。
- 1945年（昭和20年）

8月28日 - 河南省南陽県城において軍旗奉焼。

## 歴代連隊長
| 代 | 氏名       | 在任期間     | 備考 |
| -- | ---------- | ------------ | ---- |
| 1  | 新美二郎   | 1938.7.15 -  |      |
| 2  | 上坂勝     | 1941.10.15 - |      |
| 末 | 河野又四郎 | 1945.5.11 -  |      |